# British Rail sandwich
En la cultura británica, la frase British Rail sandwich remite a los sándwiches vendidos por la antigua compañía de ferrocarriles British Rail durante el período de su nacionalización, entre 1948 y 1994. Su uso se hizo popular en la cultura popular británica para referirse a algún alimento poco apetecible. 
Según la antigua responsable del cáterin de British Rail, Myrna Tuddenham, la mala reputación del sándwich se debía a la práctica de mantenerlos bajo cúpulas de cristal en los mostradores de las salas de espera hasta que las esquinas se levantaran. A pesar de su mala reputación, en 1993 (último año de la compañía ferroviaria) se vendieron ocho millones de unidades. De acuerdo al historiador Keith Lovegrove, el British Rail era un sándwich contradictorio, que podía ser "frío y pastoso, o rancio y duro, y las esquinas del pan cortado en triángulo isósceles a menudo se doblaban como un libro manoseado".

## Características
En 2001 el Museo Nacional del Ferrocarril de York descubrió un documento de noviembre de 1971 con especificaciones para la realización del sándwich emitidas por el director de cáterin, Bill Currie. El documento establecía las cantidades de relleno y la manera de armar el sándwich para que fuera «el mejor»: 21 gramos de queso, 7 gramos de pepinillos, 19 gramos de fiambre, una pequeña cantidad de berro, 19 gramos de sardinas y 9 gramos de rebanadas de tomate. Parte del relleno debía colocarse en el centro del pan, donde se haría el corte diagonal, para que, de esa manera, el cliente pudiera ver el interior.

## En la cultura popular
El sándwich British Rail fue a menudo ridiculizado en la radio y televisión británicas, así como en varios libros:
- El programa radial The Goon Show emitió un episodio titulado "The Collapse of the British Railway Sandwich System" por la BBC Home Service el 8 de marzo de 1954.[3]

- En su libro Queuing for Beginners: The Story of Daily Life From Breakfast to Bedtime, el historiador Joe Moran describe al British Rail sandwich como "una metáfora de la decadencia nacional" desde que fue parodiado en The Goon Show.[4]

- En Notes from a Small Island, Bill Bryson escribió que podría "recordar los tiempos en que no se podía comprar un sándwich British Rail sin pensar que sería el último acto antes de un largo período en una máquina de soporte vital".[5]

- En El diario de Bridget Jones, la autora inglesa Helen Fielding utiliza al British Rail sandwich para describir la sensación de un desengaño amoroso.[6]

- El British Rail sándwich es utilizado como un punto negativo de comparación para otras comidas rápidas, así como para el mal servicio en general.[7][8][9]